# Chasmina glabra
Chasmina glabra là một loài bướm đêm trong họ Noctuidae.